# John Edgington
John Edgington (John William Edgington; * 5. April 1936 in Coventry; † Februar 1993 ebenda) war ein britischer Geher.
Bei den Olympischen Spielen 1964 in Tokio wurde er Achter im 20-km-Gehen mit seiner persönlichen Bestzeit von 1:32:46 h.